# Liberty, Indiana
Liberty är administrativ huvudort i Union County i den amerikanska delstaten Indiana. Countyt grundades år 1821 med Brownsville som huvudort. Beslutet om grundandet av en ny huvudort fattades den 21 december 1822 och flytten av huvudort verkställdes år 1823.

## Kända personer från Liberty
- Ambrose Burnside, militär och politiker